# Страхов Данило Олександрович
Данило Олександрович Страхов (нар. 2 березня 1976, Москва, РРФСР, СРСР) — російський актор театру і кіно. Лауреат низки вітчизняних урядових, театральних і кінопремій.

## Життєпис
Народився 2 березня 1976 року в Москві, в родині, що не мала жодного стостунку до акторської професії.
Ім'я синові батько дав на честь князя Данила Романовича Галицького. Батько — Олександр Страхов — російський поет, філолог, учений-етнолінгвіст (з 1989 року живе в США, в Бостоні), мати — психотерапевт, приватний практик, засновниця авторської школи гештальт-терапії. Є молодша сестра Ліза, яка теж проживає в США. У роду Страхових було багато священиків, дідусь був старшим інженером, але все життя захоплювався живописом, бабуся — аерогеологом. По батьківській лінії у є предки серед амурських козаків.
В дитинстві батьки не чинили на сина жодного тиску, і Данило був вільний вибирати те, що йому було цікаво. Він захоплювався літературою і математикою. Але більше усього юнака приваблював театр. Під час навчання в школі він займався в театральному гуртку. Навчався також в експериментальній «Школі самовизначення» при Академії педагогічних наук (на базі московської загальноосвітньої школи № 734) під керівництвом Олександра Наумовича Тубельського. А перед вступом до театрального інституту батьки найняли синові репетитора — актора Театру на Малій Бронній Олега Вавілова.
У 1993 році, закінчивши середню школу № 734 (105484, м. Москва, Бузковий бульвар, буд. 58а), Данило вступив на акторський факультет Школи-студії МХАТ. Провчившись рік на курсі Авангарда Леонтьєва, він перевівся до Щукінського училище на курс Євгенія Рубеновича Симонова.
У 1996 році, будучи студентом театрального інституту, Данило Страхов дебютував у кіно, знявшись в епізодичній ролі у фільмі-гротеску Бориса Бланка «Кар'єра Артуро Уї. Нова версія» за п'єсою Бертольда Брехта.
У 1997 році, відразу після закінчення Вищого театрального училища імені Бориса Щукіна, актор був запрошений до Московського драматичного театру імені М. В. Гоголя на головну роль Миколи Аблеухова у виставі «Петербург» за однойменним романом російського письменника Андрія Бєлого. У Театрі імені Миколи Гоголя Данило працював до 1999 року.
З 1999 до 2001 року актор співпрацював з Театром імені Моссовєта і Московським драматичним театром під керівництвом Армена Джигарханяна.
З 2001 року до 2003 роки і з 2009 року по теперішній час Данило Страхов перебуває актором у складі Московського драматичного театру на Малій Бронній.
Крім роботи в театрі, актор багато знімається в кіно. З 2000 року по 2004 роки він зіграв у телевізійних серіалах: «Маросейка, 12», «П'ятий кут», «Головні ролі», «Завжди говори „завжди“», «Бригада», «Жіноча логіка 2», «Євлампія Романова. Слідство веде дилетант», «Діти Арбата» та інших.
У 2004році виконав одну з головних ролей (барон Корф) у російській історичній теленовелі «Бідна Настя», що принесла йому глядацьку популярність.
У 2006 році наказом міністра оборони РФ «за виховання доблесті, патріотизму і поваги до людей військових професій» Данило Страхов, в числі всього колективу фільму, був нагороджений медаллю «За зміцнення бойової співдружності» Міністерства оборони Російської Федерації за виконання ролі старшого лейтенанта Панкратова у військовій драмі «Грозові ворота». Нагороди акторів і членів знімальної групи напередодні святкування Дня Перемоги вручив міністр оборони РФ Сергій Іванов.
У 2009 році широку популярність акторові принесла головна роль молодого Штірліца (радянського розвідника Максима Максимовича Ісаєва) в телесеріалі «Ісаєв» режисера Сергія Урсуляка. Для цієї ролі Данилові довелося набрати 10 кілограм ваги і одночасно тренуватися в спортзалі. Після зйомок він скинув зайві кілограми.

## Особисте життя
Одружений з акторкою Марією Леоновою.

## Творчість

### Театральні роботи
- театр імені Гоголя (1997—2004): «Петербург» — Микола Аблеухов
- театр ім. Моссовєта (1999): «Дванадцята ніч» — Себастьян
- театр ім. Моссовєта (1999): «Венеціанський купець» — принц марокканський
- Міжнародний проект у постановці Андрія Житінкіна за п'єсою Михайла Волохова для фестивалю авангарду в Сант-АмандМоронд (Франція) і театру студії Рене Герра в Парижі (2000): «Вишка Чикатило» — Чикатило
- навчальний театр Гітісу (2001), (2005): «Безбатченки /Платонов/» — Михайло Платонов
- театр на Малій Бронній (2001): «Портрет Доріана Грея» — Доріан Грей
- театр Армена Джигарханяна (2001): «Театр-вбивця» — Саймон Гаскойн (Simon Gascoyne)
- театр на Малій Бронній (2002): «Калігула» — Калігула
- продюсерський центр «Новий глобус» (2004): «Ромео і Джульєтта» — Паріс у постановці режисера Роберта Стуруа.
- Театральне агентство «Арт-партнер ХХІ» (2005): «Приворотне зілля» — Каллимако
- Продюсерський центр «Оазис» (2009): «Вокзал на трьох» — він
- Московський театр «Майстер» (2009): «Листоноша завжди дзвонить двічі» — Френк Чамберс (Frank Chambers)
- Театр на Малій Бронній (2009): «Варшавська мелодія» — Віктор
- Проект «Театральний марафон» (2010): «Ідеальний чоловік» — Лорд Артур Горінг (Lord Arthur Goring)
- Театр на Малій Бронній [Архівовано 30 травня 2019 у Wayback Machine.] (2010): «Ревізор» — Іван Олександрович Хлестаков
- Театр «Et Cetera» [Архівовано 4 квітня 2019 у Wayback Machine.] (2012): «Драма на полюванні» — Сергій Камішев
- Московський Міжнародний Будинок Музики (2014): «Магія музики, магія слова» — літературно-музичний спектакль
- Театральна компанія «Маскарад» [Архівовано 1 червня 2019 у Wayback Machine.] (2015): «Чоловічий аромат. Оркестр» — Піаніст
- Самі — Співдружність Акторів, Музикантів і … (2017): «Онєгін» — Онєгін
- Театр на Малій Бронній (2018): «Макбет» — Макбет

### Фільмографія
1. 1996 — Кар'єра Артуро Уї. Нова версія —  Інна, фаворит Ернесто Роми
2. 1999 — Будемо знайомі! —  Вадим
3. 2000 — Маросейка, 12 (фільм № 2 — «Ставок більше немає») —  Толик Шаткевич, співробітник податкової поліції
4. 2001 — Новорічні пригоди —  Сергій, друг Галини
5. 2001 — П'ятий кут —  Едик
6. 2001 — Північне сяйво —  Вадим
7. 2001 — Сищики (1 сезон) —  Славік, він же Едик, він же Лелек на прізвисько «Натура» (серія «Зниклий Адоніс»)
8. 2002 — Бригада —  Віталій Сухотський, піаніст, товариш Ольги Бєлової
9. 2002 — Віліси —  менеджер
10. 2002 — Головні ролі —  Сенді, рокер, байкер
11. 2002 — Жіноча логіка (фільм № 2) —  Дмитро Ткаченко, піаніст в ресторані
12. 2003 — Завжди говори «завжди» (1-й сезон) —  Дмитро Грозовський, власник рекламного агентства
13. 2003 — Євлампія Романова. Слідство веде дилетант (фільм № 1 — «Манікюр для небіжчика») —  Михайло Романов, бізнесмен
14. 2003 — Краще місто Землі —  Антон Бєляєв, син Бєляєва
15. 2003 — 2004 — Бідна Настя —  Володимир Корф, барон
16. 2004 — Завжди говори «завжди» (2-й сезон) —  Дмитро Грозовський, власник рекламного агентства
17. 2004 — Діти Арбата —  Юрій Шарок
18. 2004 — Звіздар —  Віктор Костромітін, розвідник
19. 2004 — Торгаші (Україна) —  Микита Ікушкін, математик, «торгаш»
20. 2005 — Талісман любові —  Данило Дронов
21. 2006 — Завжди говори «завжди» (3-й сезон) —  Дмитро Грозовський, власник рекламного агентства
22. 2006 — Грозові ворота —  Панкратов, старший лейтенант, командир взводу
23. 2006 — Спекотний листопад —  Олег Радін, начальник митного терміналу
24. 2006 — Перегін —  Сергій Михайлович Лісневський, капітан, начальник транзитного аеродрому
25. 2007 — Джоконда на асфальті —  Кирило
26. 2007 — Любов на вістрі ножа —  Олександр Логінов
27. 2007 — Натурниця —  Андрій Позднішев, інженер
28. 2007 — Судова колонка —  Антон Нікітін, слідчий міської прокуратури
29. 2008 — Блаженна —  Роман
30. 2008 — Гра —  Азис, підприємець
31. 2008 — Ми з майбутнього —  Олексій Дьомін, старший лейтенант
32. 2009 — Ісаєв —  Всеволод Владимиров, він же Максим Ісаєв
33. 2009 — Пастка (Україна) —  Станіслав Герман
34. 2009 — Правосуддя вовків —  Міка в молодості / Альфред
35. 2011 — Генерали проти генералів —  провідний
36. 2011 — Інкасатори —  Вадим Стрільців, колишній спецназівець, уведений до групи інкасаторів
37. 2011 — На край світу —  Едуард Іволгин
38. 2011 — Німець (Білорусь) —  Антон Ушаков, бізнесмен, співвласник ресторану в Москві
39. 2011 — Товариші поліцейські. 13-й відділ (серія «Циркач») —  Леонід, фокусник, злодій на прізвисько «Циркач»
40. 2012 — Апофегей —  Валерій Чистяков
41. 2012 — Зоннентау —  Віктор Старостін («Шульц»), чорний археолог
42. 2012 — Зовнішнє спостереження —  Євген Камишин («Очерет»)
43. 2012 — Принцип Хабарова —  Андрій Єршов, майор поліції
44. 2013 — Цезар —  Денис Звягін, капітан поліції
45. 2014 — Обіймаючи небо —  Андрій Володимирович Луговий, підполковник авіації, льотчик-випробувач
46. 2014 — Пошуки доказів —  Артем Олександрович Сергєєв, експерт-криміналіст
47. 2014 — Розіграш —  Ігор Хрустальов
48. 2014 — Холодний розрахунок —  Ігор Стрельников, бізнесмен
49. 2015 — Ленінград 46 —  Борис Земляков
50. 2015 — Фарци —  Геннадій Шпаликов
51. 2015 — Леді зникають опівночі
52. 2015 — Неопалима купина
53. 2015 — Правда Саманти Сміт —  Артур Сміт
54. 2015 — Сімейний альбом
55. 2015 — Слід винищувача
56. 2017 — Знахар.

### Озвучення
1. 2007 — Війна і мир — Андрій Болконський (роль італійського актора Алессіо Боні)

## Нагороди
- 1998 — приз театрального фестивалю «Московські дебюти» «За найкращу чоловічу роль» у виставі «Петербург» (Микола Аблеухов) за однойменним романом російського письменника Андрія Бєлого на сцені Московського драматичного театру імені Миколи Гоголя у постановці Сергія Голомазова[2].
- 2001 — номінант російської театральної премії «Чайка» в номінації «Фатальний чоловік» за роль Доріана Грея у виставі «Портрет Доріана Грея» за однойменним романом Оскара Уайльда на сцені Московського драматичного театру на Малій Бронній[2].
- 2002 — приз Міжнародного фестивалю театральних шкіл у Варшаві «За найкращу чоловічу роль» у виставі «Безбатченко» (Михайло Платонов) на сцені Навчального театру Гітісу[2].
- 2002 — номінант премії Московського міжнародного телевізійно-театрального фестивалю «Молодість століття»[2].
- 2006 — приз голови журі Еліни Бистрицької Міжнародного фестивалю акторів кіно «Сузір'я» Гільдії акторів кіно Росії — за роль капітана Лісневського у фільмі «Перегін»[2].
- 2006 — медаль «За зміцнення бойової співдружності» Міністерства оборони Російської Федерації — «за виховання доблесті, патріотизму і поваги до людей військових професій» (за виконання ролі старшого лейтенанта Панкратова у військовій драмі «Грозові ворота»)[5].
- 2009 — лауреат другої премії ФСБ Росії в номінації «Акторська робота» за виконання ролі молодого Штірліца (Максима Ісаєва) в телесеріалі «Ісаєв»[6].

## Дорожня пригода
2 січня 2014 року, керуючи автомобілем марки «Volvo», Данило Страхов скоїв зіткнення з мотоциклом «Урал», в результаті якого водій мотоцикла та його пасажир отримали переломи. Данило сам викликав на місце пригоди швидку медичну допомогу та поліцію. ДТП сталося на перехресті в селищі Елатьма Касимівського району Рязанської області.